# 武进高新技术产业开发区
武进高新技术产业开发区位于江苏省常州市武进区，是2012年8月经中国国务院批准升级为国家高新技术产业开发区的高新区，总规划面积182平方千米，是苏南国家自主创新示范区重要组成部分。园区重点发展高端装备、节能环保、电子信息、轨道交通四大主导产业，拥有武进综合保税区、常州科教城等功能平台。

## 经济情况
- 1996年3月：经江苏省人民政府批准，成立武进高新技术产业开发区。
- 2012年8月：经国务院批准，武进经济技术开发区升级为国家高新技术产业开发区[2]。